# Кьезануова
Кьезануова (итал. Chiesanuova) — один из девяти городов-коммун в Сан-Марино. Граничит с коммунами Сан-Марино и Фьорентино, а также с итальянскими муниципалитетами Сассофельтрио, Веруккьо и Сан-Лео. Добровольно присоединился к Сан-Марино в 1320 году.
На 2010 год имел 1044 жителя. Площадь — 5,46 км².

## Административное деление
Делится на 7 приходов:
- Каладино (Caladino)
- Конфине (Confine)
- Галавотто (Galavotto)
- Моларини (Molarini)
- Поджо-Казалино (Poggio Casalino)
- Поджо-Кьезануова (Poggio Chiesanuova)
- Тельо (Teglio)